# Hilde Obels-Jünemann
Hilde Obels-Jünemann (* 2. Juli 1913 in Hannover; † 23. Juli 1999 in Hambühren) war eine deutsche Politikerin der SPD und Mitglied des Niedersächsischen Landtages, des Ernannten Niedersächsischen Landtages sowie des Ernannten Hannoverschen Landtages.

## Privatleben
Obels-Jünemann besuchte die Bürgerschule und wechselte an das Lyzeum. Später besuchte sie die höhere Handelsschule. In den Jahren 1932 bis 1937 war sie als Buchhalterin, Auslandskorrespondentin und Sekretärin beschäftigt. Seit 1937 war sie freiberuflich als Steuerbevollmächtigte tätig. Sie wurde Gesellschafterin und Aufsichtsratsmitglied verschiedener Unternehmen. 

## Öffentliche Ämter
Obels-Jünemann wurde Mitglied des ernannten Hannoverschen Landtages vom 23. August 1946 bis 29. Oktober 1946. Sie war Beisitzerin des ernannten Hannoverschen Landtages. Sie wurde Vorsitzende des Ausschusses für die Prüfung der Haushaltsrechnungen. Ferner wurde sie Mitglied des ernannten Niedersächsischen Landtages vom 9. Dezember 1946 bis 28. März 1947. Sie war Beisitzerin des ernannten Niedersächsischen Landtages. Ferner war sie als Vorsitzende des Ausschusses für die Prüfung der Haushaltsrechnungen gewählt. Sie wurde zudem zum Mitglied des Niedersächsischen Landtages in der ersten bis sechsten Wahlperiode vom 20. April 1947 bis 20. Juni 1970 gewählt. Hier war sie ebenfalls Beisitzerin des Niedersächsischen Landtages vom 13. Mai 1947 bis 30. April 1951. Ferner war sie Schriftführerin des Niedersächsischen Landtages vom 30. Mai 1951 bis 20. Juni 1970 sowie Vorsitzende des Ausschusses für die Prüfung der Haushaltsrechnungen vom 31. Januar 1950 bis 30. April 1951. Sie war Vorsitzende des Unterausschusses „Prüfung der Haushaltsrechnungen“ des Ausschusses für Haushalt und Finanzen vom 5. Oktober 1951 bis 5. Mai 1963 und  Vorsitzende des Ausschusses für Haushalt und Finanzen vom 12. Januar 1962 bis 5. Juni 1967.

## Ehrungen
Obels-Jünemann erhielt im Jahr 1966 das Große Verdienstkreuz des Verdienstordens der Bundesrepublik Deutschland und ist Trägerin des Großen Verdienstkreuzes des Niedersächsischen Verdienstordens.